# یک دوره فوق‌العاده…
یک دوره فوق‌العاده… (انگلیسی: Une époque formidable...) یک فیلم کمدی-درام فرانسوی به کارگردانی ژرار ژونیو است که در سال ۱۹۹۱ منتشر شد.